# Hindman
Hindman é uma cidade localizada no estado americano de Kentucky, no Condado de Knott.

## Demografia
Segundo o censo americano de 2000, a sua população era de 787 habitantes.
Em 2006, foi estimada uma população de 770, um decréscimo de 17 (-2.2%).

## Geografia
De acordo com o United States Census Bureau tem uma área de
8,8 km², dos quais 8,8 km² cobertos por terra e 0,0 km² cobertos por água. Hindman localiza-se a aproximadamente 392 m acima do nível do mar.

## Localidades na vizinhança
O diagrama seguinte representa as localidades num raio de 24 km ao redor de Hindman.